# Motorwagenfabrik Robert Treskow
Die Motorwagenfabrik Robert Treskow war ein deutsches Unternehmen zur Herstellung von Automobilen, das zwischen 1906 und 1908 in Schönebeck (Elbe) nachweisbar ist.
Der Treskow, ein viersitziges Automobil, hatte einen Zweizylinder-Reihenmotor mit einem Hubraum von 1206 cm³ und einer Leistung von 19 PS (14 kW). Die Motorkraft wurde über ein zweistufiges Planetengetriebe mit Rückwärtsgang und Ketten auf die Hinterräder übertragen.
Mit Doppelphaeton-Aufbau kostete der Wagen 5000 Mark.